# Bolitoglossa bramei
Bolitoglossa bramei är en groddjursart som beskrevs av Wake, Savage och James Hanken 2007. Bolitoglossa bramei ingår i släktet Bolitoglossa och familjen lunglösa salamandrar. IUCN kategoriserar arten globalt som otillräckligt studerad. Inga underarter finns listade.